# Turturică roșcată
Turturica roșcată (Streptopelia orientalis) face parte din familia Columbidae. Specia are o arie de distribuție nativă largă, din Asia Centrală spre est până în Japonia. Populațiile prezintă variații în structura penajului și au fost desemnate în cel puțin șase subspecii. Populațiile de la latitudini înalte tind să migreze spre sud în timpul iernii, în timp ce cele mai apropiate de tropice sunt sedentare. În America de Nord au fost înregistrate specii rătăcite. Specia este predominant granivoră⁠(d) și se hrănește pe sol.

## Taxonomie
|  | \| \| Streptopelia decaocto \| \| \| \| \| \| Streptopelia roseogrisea \| \| \| \| |
|  |                                                                                    |
|  | Streptopelia decipiens                                                             |
|  |                                                                                    |
|  | Streptopelia decaocto                                                              |
|  |                                                                                    |
|  | Streptopelia roseogrisea                                                           |
|  |                                                                                    |

|  | Streptopelia decaocto    |
|  |                          |
|  | Streptopelia roseogrisea |
|  |                          |

|  | \| \| Streptopelia decaocto \| \| \| \| \| \| Streptopelia roseogrisea \| \| \| \| |
|  |                                                                                    |
|  | Streptopelia decipiens                                                             |
|  |                                                                                    |
|  | Streptopelia decaocto                                                              |
|  |                                                                                    |
|  | Streptopelia roseogrisea                                                           |
|  |                                                                                    |

|  | Streptopelia decaocto    |
|  |                          |
|  | Streptopelia roseogrisea |
|  |                          |

|  | Streptopelia capicola |
|  |                       |
|  | Streptopelia vinacea  |
|  |                       |

|  | \| \| Streptopelia decaocto \| \| \| \| \| \| Streptopelia roseogrisea \| \| \| \| |
|  |                                                                                    |
|  | Streptopelia decipiens                                                             |
|  |                                                                                    |
|  | Streptopelia decaocto                                                              |
|  |                                                                                    |
|  | Streptopelia roseogrisea                                                           |
|  |                                                                                    |

|  | Streptopelia decaocto    |
|  |                          |
|  | Streptopelia roseogrisea |
|  |                          |

|  | \| \| Streptopelia decaocto \| \| \| \| \| \| Streptopelia roseogrisea \| \| \| \| |
|  |                                                                                    |
|  | Streptopelia decipiens                                                             |
|  |                                                                                    |
|  | Streptopelia decaocto                                                              |
|  |                                                                                    |
|  | Streptopelia roseogrisea                                                           |
|  |                                                                                    |

|  | Streptopelia decaocto    |
|  |                          |
|  | Streptopelia roseogrisea |
|  |                          |

|  | Streptopelia capicola |
|  |                       |
|  | Streptopelia vinacea  |
|  |                       |

|  | \| \| Streptopelia hypopyrrha \| \| \| \| \| \| Streptopelia turtur \| \| \| \| |
|  |                                                                                 |
|  | Streptopelia hypopyrrha                                                         |
|  |                                                                                 |
|  | Streptopelia turtur                                                             |
|  |                                                                                 |

|  | Streptopelia hypopyrrha |
|  |                         |
|  | Streptopelia turtur     |
|  |                         |

|  | \| \| Streptopelia hypopyrrha \| \| \| \| \| \| Streptopelia turtur \| \| \| \| |
|  |                                                                                 |
|  | Streptopelia hypopyrrha                                                         |
|  |                                                                                 |
|  | Streptopelia turtur                                                             |
|  |                                                                                 |

|  | Streptopelia hypopyrrha |
|  |                         |
|  | Streptopelia turtur     |
|  |                         |

|  | \| \| Streptopelia hypopyrrha \| \| \| \| \| \| Streptopelia turtur \| \| \| \| |
|  |                                                                                 |
|  | Streptopelia hypopyrrha                                                         |
|  |                                                                                 |
|  | Streptopelia turtur                                                             |
|  |                                                                                 |

|  | Streptopelia hypopyrrha |
|  |                         |
|  | Streptopelia turtur     |
|  |                         |

|  | \| \| Streptopelia hypopyrrha \| \| \| \| \| \| Streptopelia turtur \| \| \| \| |
|  |                                                                                 |
|  | Streptopelia hypopyrrha                                                         |
|  |                                                                                 |
|  | Streptopelia turtur                                                             |
|  |                                                                                 |

|  | Streptopelia hypopyrrha |
|  |                         |
|  | Streptopelia turtur     |
|  |                         |

|  | \| \| Streptopelia hypopyrrha \| \| \| \| \| \| Streptopelia turtur \| \| \| \| |
|  |                                                                                 |
|  | Streptopelia hypopyrrha                                                         |
|  |                                                                                 |
|  | Streptopelia turtur                                                             |
|  |                                                                                 |

|  | Streptopelia hypopyrrha |
|  |                         |
|  | Streptopelia turtur     |
|  |                         |

|  | \| \| Streptopelia hypopyrrha \| \| \| \| \| \| Streptopelia turtur \| \| \| \| |
|  |                                                                                 |
|  | Streptopelia hypopyrrha                                                         |
|  |                                                                                 |
|  | Streptopelia turtur                                                             |
|  |                                                                                 |

|  | Streptopelia hypopyrrha |
|  |                         |
|  | Streptopelia turtur     |
|  |                         |

|  | \| \| Streptopelia hypopyrrha \| \| \| \| \| \| Streptopelia turtur \| \| \| \| |
|  |                                                                                 |
|  | Streptopelia hypopyrrha                                                         |
|  |                                                                                 |
|  | Streptopelia turtur                                                             |
|  |                                                                                 |

|  | Streptopelia hypopyrrha |
|  |                         |
|  | Streptopelia turtur     |
|  |                         |

|  | \| \| Streptopelia hypopyrrha \| \| \| \| \| \| Streptopelia turtur \| \| \| \| |
|  |                                                                                 |
|  | Streptopelia hypopyrrha                                                         |
|  |                                                                                 |
|  | Streptopelia turtur                                                             |
|  |                                                                                 |

|  | Streptopelia hypopyrrha |
|  |                         |
|  | Streptopelia turtur     |
|  |                         |

|  | \| \| Streptopelia hypopyrrha \| \| \| \| \| \| Streptopelia turtur \| \| \| \| |
|  |                                                                                 |
|  | Streptopelia hypopyrrha                                                         |
|  |                                                                                 |
|  | Streptopelia turtur                                                             |
|  |                                                                                 |

|  | Streptopelia hypopyrrha |
|  |                         |
|  | Streptopelia turtur     |
|  |                         |

|  | \| \| Streptopelia hypopyrrha \| \| \| \| \| \| Streptopelia turtur \| \| \| \| |
|  |                                                                                 |
|  | Streptopelia hypopyrrha                                                         |
|  |                                                                                 |
|  | Streptopelia turtur                                                             |
|  |                                                                                 |

|  | Streptopelia hypopyrrha |
|  |                         |
|  | Streptopelia turtur     |
|  |                         |

|  | \| \| Streptopelia hypopyrrha \| \| \| \| \| \| Streptopelia turtur \| \| \| \| |
|  |                                                                                 |
|  | Streptopelia hypopyrrha                                                         |
|  |                                                                                 |
|  | Streptopelia turtur                                                             |
|  |                                                                                 |

|  | Streptopelia hypopyrrha |
|  |                         |
|  | Streptopelia turtur     |
|  |                         |

|  | \| \| Streptopelia hypopyrrha \| \| \| \| \| \| Streptopelia turtur \| \| \| \| |
|  |                                                                                 |
|  | Streptopelia hypopyrrha                                                         |
|  |                                                                                 |
|  | Streptopelia turtur                                                             |
|  |                                                                                 |

|  | Streptopelia hypopyrrha |
|  |                         |
|  | Streptopelia turtur     |
|  |                         |

|  | \| \| Streptopelia hypopyrrha \| \| \| \| \| \| Streptopelia turtur \| \| \| \| |
|  |                                                                                 |
|  | Streptopelia hypopyrrha                                                         |
|  |                                                                                 |
|  | Streptopelia turtur                                                             |
|  |                                                                                 |

|  | Streptopelia hypopyrrha |
|  |                         |
|  | Streptopelia turtur     |
|  |                         |

|  | \| \| Streptopelia hypopyrrha \| \| \| \| \| \| Streptopelia turtur \| \| \| \| |
|  |                                                                                 |
|  | Streptopelia hypopyrrha                                                         |
|  |                                                                                 |
|  | Streptopelia turtur                                                             |
|  |                                                                                 |

|  | Streptopelia hypopyrrha |
|  |                         |
|  | Streptopelia turtur     |
|  |                         |

|  | \| \| Streptopelia hypopyrrha \| \| \| \| \| \| Streptopelia turtur \| \| \| \| |
|  |                                                                                 |
|  | Streptopelia hypopyrrha                                                         |
|  |                                                                                 |
|  | Streptopelia turtur                                                             |
|  |                                                                                 |

|  | Streptopelia hypopyrrha |
|  |                         |
|  | Streptopelia turtur     |
|  |                         |

|  | \| \| Streptopelia hypopyrrha \| \| \| \| \| \| Streptopelia turtur \| \| \| \| |
|  |                                                                                 |
|  | Streptopelia hypopyrrha                                                         |
|  |                                                                                 |
|  | Streptopelia turtur                                                             |
|  |                                                                                 |

|  | Streptopelia hypopyrrha |
|  |                         |
|  | Streptopelia turtur     |
|  |                         |

|  | \| \| Streptopelia decaocto \| \| \| \| \| \| Streptopelia roseogrisea \| \| \| \| |
|  |                                                                                    |
|  | Streptopelia decipiens                                                             |
|  |                                                                                    |
|  | Streptopelia decaocto                                                              |
|  |                                                                                    |
|  | Streptopelia roseogrisea                                                           |
|  |                                                                                    |

|  | Streptopelia decaocto    |
|  |                          |
|  | Streptopelia roseogrisea |
|  |                          |

|  | \| \| Streptopelia decaocto \| \| \| \| \| \| Streptopelia roseogrisea \| \| \| \| |
|  |                                                                                    |
|  | Streptopelia decipiens                                                             |
|  |                                                                                    |
|  | Streptopelia decaocto                                                              |
|  |                                                                                    |
|  | Streptopelia roseogrisea                                                           |
|  |                                                                                    |

|  | Streptopelia decaocto    |
|  |                          |
|  | Streptopelia roseogrisea |
|  |                          |

|  | Streptopelia capicola |
|  |                       |
|  | Streptopelia vinacea  |
|  |                       |

|  | \| \| Streptopelia decaocto \| \| \| \| \| \| Streptopelia roseogrisea \| \| \| \| |
|  |                                                                                    |
|  | Streptopelia decipiens                                                             |
|  |                                                                                    |
|  | Streptopelia decaocto                                                              |
|  |                                                                                    |
|  | Streptopelia roseogrisea                                                           |
|  |                                                                                    |

|  | Streptopelia decaocto    |
|  |                          |
|  | Streptopelia roseogrisea |
|  |                          |

|  | \| \| Streptopelia decaocto \| \| \| \| \| \| Streptopelia roseogrisea \| \| \| \| |
|  |                                                                                    |
|  | Streptopelia decipiens                                                             |
|  |                                                                                    |
|  | Streptopelia decaocto                                                              |
|  |                                                                                    |
|  | Streptopelia roseogrisea                                                           |
|  |                                                                                    |

|  | Streptopelia decaocto    |
|  |                          |
|  | Streptopelia roseogrisea |
|  |                          |

|  | Streptopelia capicola |
|  |                       |
|  | Streptopelia vinacea  |
|  |                       |

|  | \| \| Streptopelia hypopyrrha \| \| \| \| \| \| Streptopelia turtur \| \| \| \| |
|  |                                                                                 |
|  | Streptopelia hypopyrrha                                                         |
|  |                                                                                 |
|  | Streptopelia turtur                                                             |
|  |                                                                                 |

|  | Streptopelia hypopyrrha |
|  |                         |
|  | Streptopelia turtur     |
|  |                         |

|  | \| \| Streptopelia hypopyrrha \| \| \| \| \| \| Streptopelia turtur \| \| \| \| |
|  |                                                                                 |
|  | Streptopelia hypopyrrha                                                         |
|  |                                                                                 |
|  | Streptopelia turtur                                                             |
|  |                                                                                 |

|  | Streptopelia hypopyrrha |
|  |                         |
|  | Streptopelia turtur     |
|  |                         |

|  | \| \| Streptopelia hypopyrrha \| \| \| \| \| \| Streptopelia turtur \| \| \| \| |
|  |                                                                                 |
|  | Streptopelia hypopyrrha                                                         |
|  |                                                                                 |
|  | Streptopelia turtur                                                             |
|  |                                                                                 |

|  | Streptopelia hypopyrrha |
|  |                         |
|  | Streptopelia turtur     |
|  |                         |

|  | \| \| Streptopelia hypopyrrha \| \| \| \| \| \| Streptopelia turtur \| \| \| \| |
|  |                                                                                 |
|  | Streptopelia hypopyrrha                                                         |
|  |                                                                                 |
|  | Streptopelia turtur                                                             |
|  |                                                                                 |

|  | Streptopelia hypopyrrha |
|  |                         |
|  | Streptopelia turtur     |
|  |                         |

|  | \| \| Streptopelia hypopyrrha \| \| \| \| \| \| Streptopelia turtur \| \| \| \| |
|  |                                                                                 |
|  | Streptopelia hypopyrrha                                                         |
|  |                                                                                 |
|  | Streptopelia turtur                                                             |
|  |                                                                                 |

|  | Streptopelia hypopyrrha |
|  |                         |
|  | Streptopelia turtur     |
|  |                         |

|  | \| \| Streptopelia hypopyrrha \| \| \| \| \| \| Streptopelia turtur \| \| \| \| |
|  |                                                                                 |
|  | Streptopelia hypopyrrha                                                         |
|  |                                                                                 |
|  | Streptopelia turtur                                                             |
|  |                                                                                 |

|  | Streptopelia hypopyrrha |
|  |                         |
|  | Streptopelia turtur     |
|  |                         |

|  | \| \| Streptopelia hypopyrrha \| \| \| \| \| \| Streptopelia turtur \| \| \| \| |
|  |                                                                                 |
|  | Streptopelia hypopyrrha                                                         |
|  |                                                                                 |
|  | Streptopelia turtur                                                             |
|  |                                                                                 |

|  | Streptopelia hypopyrrha |
|  |                         |
|  | Streptopelia turtur     |
|  |                         |

|  | \| \| Streptopelia hypopyrrha \| \| \| \| \| \| Streptopelia turtur \| \| \| \| |
|  |                                                                                 |
|  | Streptopelia hypopyrrha                                                         |
|  |                                                                                 |
|  | Streptopelia turtur                                                             |
|  |                                                                                 |

|  | Streptopelia hypopyrrha |
|  |                         |
|  | Streptopelia turtur     |
|  |                         |

|  | \| \| Streptopelia hypopyrrha \| \| \| \| \| \| Streptopelia turtur \| \| \| \| |
|  |                                                                                 |
|  | Streptopelia hypopyrrha                                                         |
|  |                                                                                 |
|  | Streptopelia turtur                                                             |
|  |                                                                                 |

|  | Streptopelia hypopyrrha |
|  |                         |
|  | Streptopelia turtur     |
|  |                         |

|  | \| \| Streptopelia hypopyrrha \| \| \| \| \| \| Streptopelia turtur \| \| \| \| |
|  |                                                                                 |
|  | Streptopelia hypopyrrha                                                         |
|  |                                                                                 |
|  | Streptopelia turtur                                                             |
|  |                                                                                 |

|  | Streptopelia hypopyrrha |
|  |                         |
|  | Streptopelia turtur     |
|  |                         |

|  | \| \| Streptopelia hypopyrrha \| \| \| \| \| \| Streptopelia turtur \| \| \| \| |
|  |                                                                                 |
|  | Streptopelia hypopyrrha                                                         |
|  |                                                                                 |
|  | Streptopelia turtur                                                             |
|  |                                                                                 |

|  | Streptopelia hypopyrrha |
|  |                         |
|  | Streptopelia turtur     |
|  |                         |

|  | \| \| Streptopelia hypopyrrha \| \| \| \| \| \| Streptopelia turtur \| \| \| \| |
|  |                                                                                 |
|  | Streptopelia hypopyrrha                                                         |
|  |                                                                                 |
|  | Streptopelia turtur                                                             |
|  |                                                                                 |

|  | Streptopelia hypopyrrha |
|  |                         |
|  | Streptopelia turtur     |
|  |                         |

|  | \| \| Streptopelia hypopyrrha \| \| \| \| \| \| Streptopelia turtur \| \| \| \| |
|  |                                                                                 |
|  | Streptopelia hypopyrrha                                                         |
|  |                                                                                 |
|  | Streptopelia turtur                                                             |
|  |                                                                                 |

|  | Streptopelia hypopyrrha |
|  |                         |
|  | Streptopelia turtur     |
|  |                         |

|  | \| \| Streptopelia hypopyrrha \| \| \| \| \| \| Streptopelia turtur \| \| \| \| |
|  |                                                                                 |
|  | Streptopelia hypopyrrha                                                         |
|  |                                                                                 |
|  | Streptopelia turtur                                                             |
|  |                                                                                 |

|  | Streptopelia hypopyrrha |
|  |                         |
|  | Streptopelia turtur     |
|  |                         |

|  | \| \| Streptopelia hypopyrrha \| \| \| \| \| \| Streptopelia turtur \| \| \| \| |
|  |                                                                                 |
|  | Streptopelia hypopyrrha                                                         |
|  |                                                                                 |
|  | Streptopelia turtur                                                             |
|  |                                                                                 |

|  | Streptopelia hypopyrrha |
|  |                         |
|  | Streptopelia turtur     |
|  |                         |

|  | \| \| Streptopelia hypopyrrha \| \| \| \| \| \| Streptopelia turtur \| \| \| \| |
|  |                                                                                 |
|  | Streptopelia hypopyrrha                                                         |
|  |                                                                                 |
|  | Streptopelia turtur                                                             |
|  |                                                                                 |

|  | Streptopelia hypopyrrha |
|  |                         |
|  | Streptopelia turtur     |
|  |                         |

Denumirea genului Streptopelia provine din greaca veche streptos, „guler” și peleia, „porumbel”. Specificul orientalis este latinescul pentru „oriental”, în acest caz referindu-se la localitatea tip, China.
Specia are o distribuție largă, cu variații geografice ale penajului care au dus la desemnarea a cel puțin șase subspecii. Distribuția multora dintre acestea nu este disjunctă și există o gradare, cu excepția unor populații insulare. Unele dintre populațiile de Streptopelia turtur care apar la marginea estică pot fi foarte asemănătoare ca aspect cu S. orientalis și, în trecut, cele două specii au fost grupate împreună.
- Turturica roșcată vestică (S. o. meena) (Sykes, 1832) – Asia de Est și Asia Centrală la sud de Himalaya, din Kashmir până în Nepalul central. Iernează în India până la sud de Sri Lanka.
- Turturica roșcată estică (S. o. orientalis) (Latham, 1790) – Siberia centrală până în Japonia și Coreea, la sud de Himalaya, de la Assam la Yunnan și nordul Vietnamului. Iernează în sudul și sud-estul Asiei (include S. baicalensis).
- S. o. stimpsoni (Stejneger, 1887) – Insulele Ryukyu
- S. o. orii Yamashina, 1932 – Taiwan
- S. o. erythrocephala (Bonaparte, 1855) – sudul Indiei peninsulare. Spre deosebire de celelalte subspecii, această subspecie are capul brun-roșcat, fără gri pe frunte sau creștet. Acoperișurile de sub coadă și banda terminală a cozii sunt cenușii.[6]
- S. o. agricola (Tickell, 1833) – din Orissa și Bengal în nord-estul Indiei și în Myanmar la sud de Hainan.

Turturica roșcată are două subspecii nordice migratoare distincte, S. o. orientalis în taiga siberiană centrală și S. o. meena în pădurile deschise din Asia Centrală. Diferențele dintre modelul cozii subspeciilor S. o. orientalis și S. o. meena ajută la identificarea separată în zonele lor de iernare. Forma nominalizată este descrisă ca având un vârf cenușiu al cozii și mai mult negru în partea exterioară a penelor cozii, în timp ce meena are un vârf alb al cozii, ca turturica europeană, și mai puțin negru în partea exterioară a penelor cozii. Totuși, acestea nu sunt diferențe consistente: ambele forme pot avea benzi albe sau gri la coadă, iar orientalis poate avea puțin negru în pânzele exterioare ale penelelor exterioare ale cozii.

## Galerie

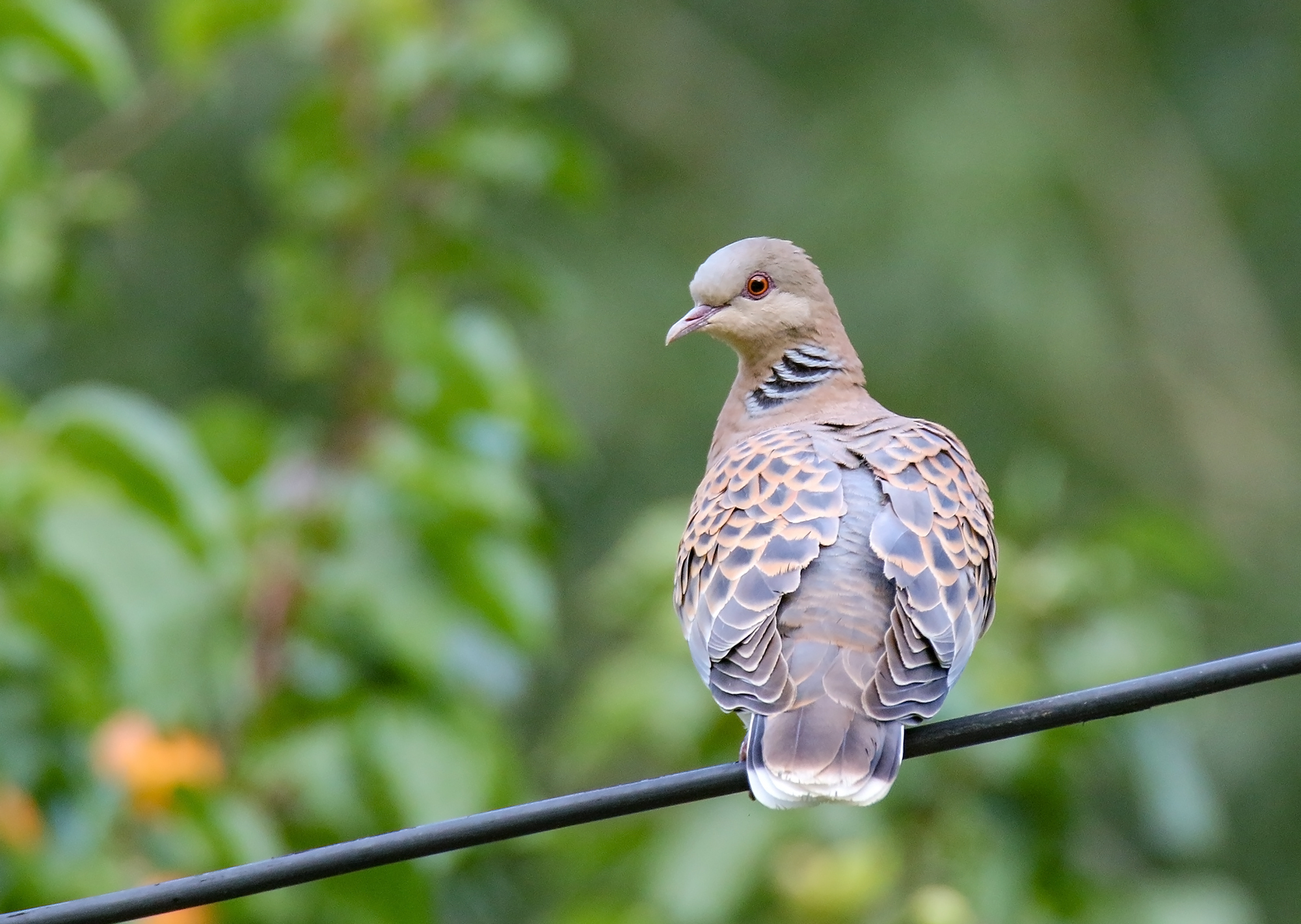
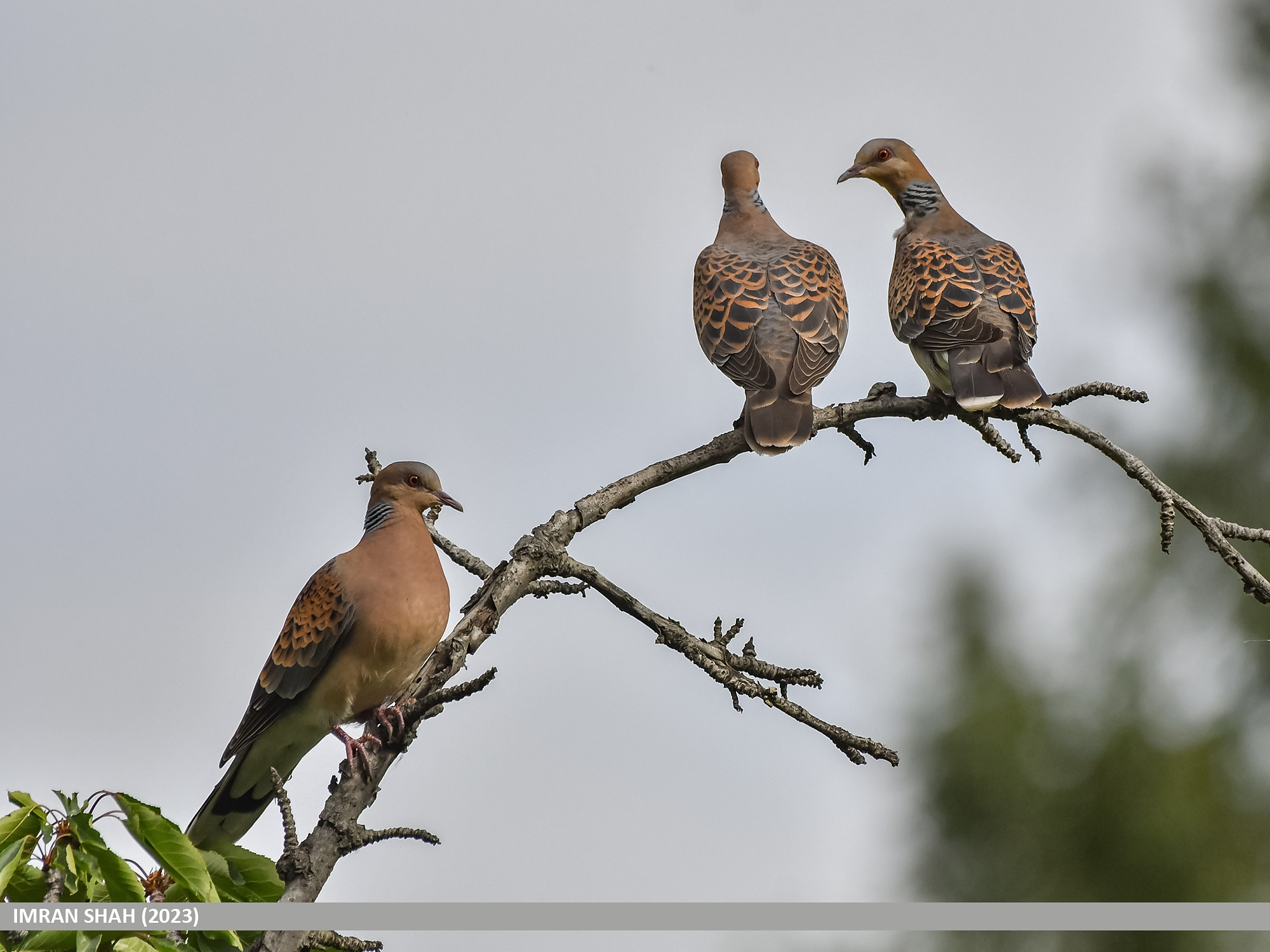
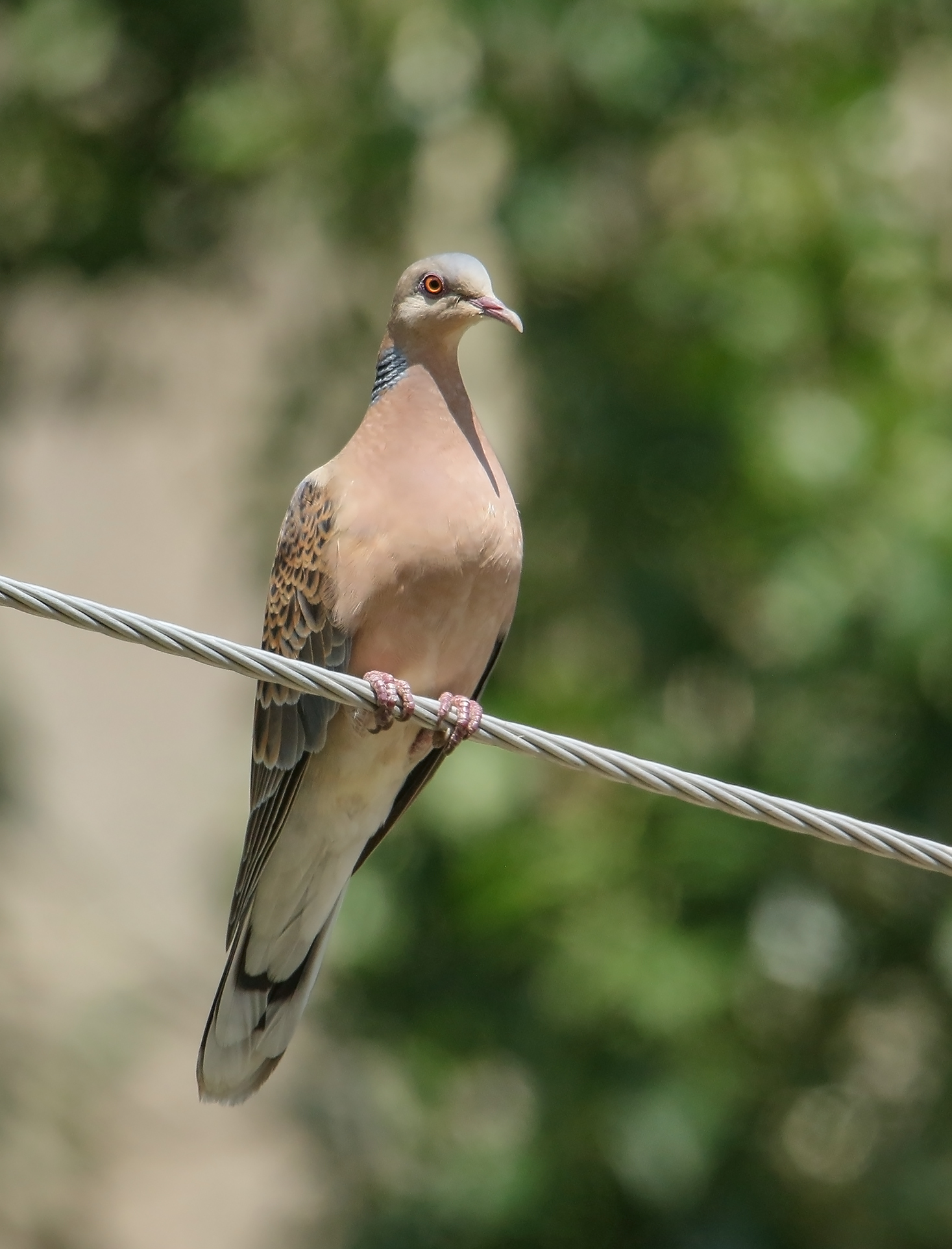
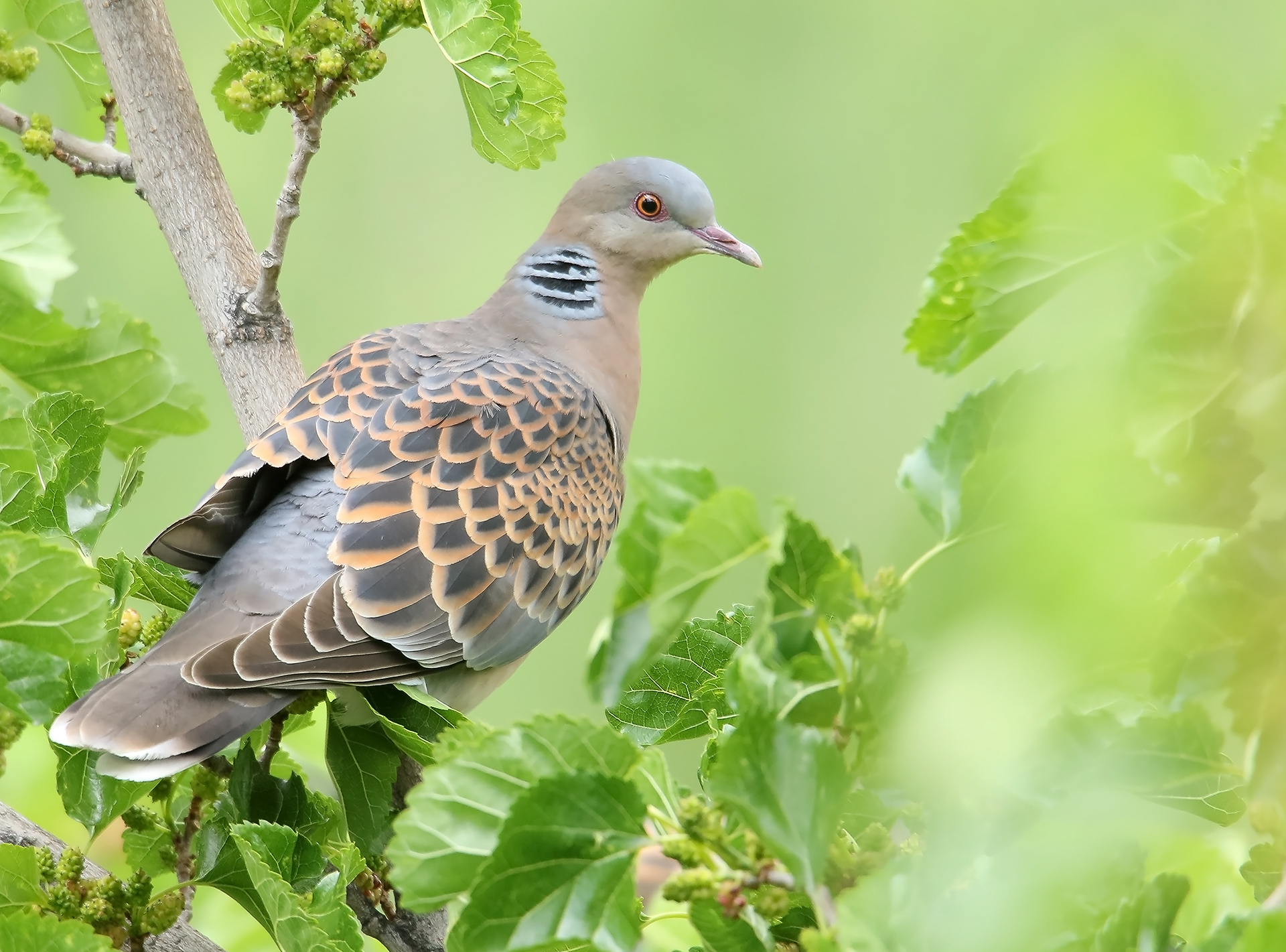